# Besma novellata
Besma novellata là một loài bướm đêm trong họ Geometridae.